# アンドレ・ジェルトレル
アンドレ・ゲルトレル（Endre Gertler, 1907年7月26日 ブダペスト – 1998年7月23日 ブリュッセル）はハンガリー人のヴァイオリニスト。

## 経歴
1925年にリスト音楽院に入学してヴァイオリンをイェネー・フバイに師事。ナチス時代にハンガリーを去り、1940年代にベルギーのブリュッセル王立音楽院で教鞭を執った。主要な門人にルドルフ・ヴェルテンがいる。
フランクのソナタなど19世紀以前の音楽も録音したが、一般的には近現代の音楽の擁護者として名高く、なかでも、個人的にも親しかったバルトークのヴァイオリン作品の権威として知られている。2つのヴァイオリン協奏曲（《第1番》および《第2番》）や学生時代の習作を含む、バルトークのヴァイオリン独奏曲を全曲録音しており、《ソナチネ》Sz.55などのピアノ曲をヴァイオリンとピアノのための二重奏曲に編曲して録音したことでも注目される。ヨゼフ・スークとの共演による《44の二重奏曲》Sz.98の録音は、この作品の現在入手可能な音源のうちで最も卓越した解釈と演奏として評価されてきた。
バルトーク作品以外では、ベルクやヒンデミット、マリピエロ、カゼッラの協奏曲を録音した。